# Ponte Solferino
Il ponte Solferino è un ponte sul fiume Arno, nella città di Pisa.

## Storia

Il vecchio ponte, alla fine del XIX secolo

Il primo ponte di Pisa è stato il ponte di Mezzo. Il secondo ponte storicamente costruito è il "ponte nuovo" situato a monte dell'attuale  ponte Solferino. Il  ponte nuovo fu costruito attorno al XII secolo e univa le strade di S. Antonio con S. Maria. Nel 1382, se pur in condizioni precarie, esisteva ancora e fu donato al comune proprio per restaurarlo. Nel XV secolo il ponte crollò e, ritenuto inutile, non fu ricostruito.
Con l'Unità d'Italia, si riprese l'idea di un ponte nei pressi del vecchio ponte, soprattutto dopo il crollo del ponte a Mare durante l'alluvione del 1869: la nuova struttura fu progettata dall'architetto Vincenzo Micheli nel 1871 e completata nel 1875 in asse con via Solferino (da cui prese il nome), un po' più a valle dello storico ponte nuovo. Nel contempo furono messi in atto rivoluzioni dell'assetto stradale con creazioni ex novo di piazze, nuovi parapetti, rialzamento del piano stradale. Fu anche smontata e ricostruita la chiesetta della Spina e posta nella sua sede attuale.
Fra il 1912 e il 1952 il ponte fu interessato dalla presenza dei binari della linea 2 della rete tranviaria di Pisa.
Fu distrutto il 20 luglio 1944 dai Tedeschi in ritirata  e frettolosamente ricostruito nel 1946. Tuttavia il ponte crollò il 13 novembre 1966, essendo stato precedentemente danneggiato dalla piena dell'alluvione di quell'anno. Negli anni successivi, parte del traffico venne convogliato su un ponte Bailey collocato sull'asse di Santa Maria e via Sant'Antonio, più o meno nella stessa posizione dell'antico ponte nuovo o "Gualandi", esistente in epoca medievale.
Nel 1969 fu indetto un concorso nazionale per la ricostruzione che portò alla scelta del progetto destinato a concretizzarsi nelle forme attuali.
La realizzazione è iniziata nel 1972 per terminare nel 1974. Il progetto è opera del gruppo Maffei, Bellucci, Moroli, Pagani ed è stato costruito dal Ministero dei lavori pubblici. L'aspetto del ponte è molto semplice e spartano, ben diverso dal suo predecessore che era ornato con fregi in marmo.

## Descrizione
L'odierno ponte Solferino è lungo 101 metri, ha un'altezza massima di 10,50 metri, ha tre campate con una luce massima di 48,60 metri ed è largo 18,50 metri.  La struttura è in cemento armato con elementi prefabbricati.